# 第八高等学校
第八高等学校，简称八高，是一所于1908年建立的旧制高等学校，位于日本爱知县名古屋市。

## 历史
1945年，校舍在美军空袭中被毁。二战后，旧制高等学校因实行学制改革一并废校，其中第八高等学校于1950年并入名古屋大学，成为该大学的教养部。
原第八高等学校的校门现在被移到了博物馆明治村、用作博物馆的正门，是登录有形文化财之一。